# Pohár UEFA 1993/1994
Sezóna 1993/94 Poháru UEFA byla 36. ročníkem tohoto poháru. Vítězem se stal tým Inter Milán.

## První kolo
| Domácí v 1. zápase      | Celkem | Hosté v 1. zápase        | 1. zápas | 2. zápas    |
| ----------------------- | ------ | ------------------------ | -------- | ----------- |
| Aalborg BK              | 1-5    | Deportivo La Coruna      | 1-0      | 0-5         |
| Bohemian FC             | 0-6    | FC Girondins de Bordeaux | 0-1      | 0-5         |
| Borussia Dortmund       | 1-0    | Spartak Vladikavkaz      | 0-0      | 1-0         |
| Brøndby IF              | (v)3-3 | Dundee United FC         | 2-0      | 1-3(prodl.) |
| Young Boys              | 0-1    | Celtic FC                | 0-0      | 0-1(prodl.) |
| Tenerife                | 3-2    | AJ Auxerre               | 2-2      | 1-0         |
| Crusaders FC            | 0-4    | Servette                 | 0-0      | 0-4         |
| FC Dinamo București     | 3-4    | Cagliari                 | 3-2      | 0-2         |
| FK Dynamo Moskva        | 2-7    | Eintracht Frankfurt      | 0-6      | 2-1         |
| FK Dněpr Dněpropetrovsk | 4-2    | FC Admira Wacker Mödling | 1-0      | 3-2         |
| Kuusysi Lahti           | 6-1    | KSV Waregem              | 4-0      | 2-1         |
| Nantes Atlantique       | 2-4    | Valencia                 | 1-1      | 1-3(prodl.) |
| Twente                  | 3-7    | FC Bayern Mnichov        | 3-4      | 0-3         |
| ACF Gloria Bistrița     | 0-2    | NK Maribor               | 0-0      | 0-2         |
| Heart of Midlothian FC  | 2-4    | Atlético Madrid          | 2-1      | 0-3         |
| IFK Norrköping          | 1-2    | Mechelen                 | 0-1      | 1-1(prodl.) |
| Inter Milán             | 5-1    | Rapid Bucureşti          | 3-1      | 2-0         |
| Juventus FC             | 4-0    | FK Lokomotiv Moskva      | 3-0      | 1-0         |
| Karlsruher SC           | 2-1    | PSV Eindhoven            | 2-1      | 0-0         |
| KR                      | 1-2    | MTK Budapešť             | 1-2      | 0-0         |
| Kocaelispor             | 0-2    | Sporting CP              | 0-0      | 0-2         |
| Norwich City FC         | 3-0    | Vitesse                  | 3-0      | 0-0         |
| Östers IF               | 2-7    | Kongsvinger              | 1-3      | 1-4         |
| Botev Plovdiv           | 3-8    | Olympiakos Pireus        | 2-3      | 1-5         |
| Royal Antwerp FC        | 4-2    | CS Maritimo              | 2-0      | 2-2         |
| Austria Salzburg        | 4-0    | DAC Dunajska Streda      | 2-0      | 2-0         |
| SS Lazio                | 4-0    | Lokomotiv Plovdiv        | 2-0      | 2-0         |
| Slavia Praha            | 1-2    | OFI Kréta                | 1-1      | 0-1         |
| Slovan Bratislava       | 1-2    | Aston Villa FC           | 0-0      | 1-2         |
| Trabzonspor             | 6-2    | Valletta FC              | 3-1      | 3-1         |
| Union Luxembourg        | 0-5    | Boavista FC              | 0-1      | 0-4         |
| Dunakanyar-Vác FC       | 2-4    | Apollon Limassol         | 2-0      | 0-4(prodl.) |

## Druhé kolo
| Domácí v 1. zápase       | Celkem | Hosté v 1. zápase       | 1. zápas | 2. zápas |
| ------------------------ | ------ | ----------------------- | -------- | -------- |
| Atlético Madrid          | 1-2    | OFI Kréta               | 1-0      | 0-2      |
| FC Bayern Mnichov        | 2-3    | Norwich City FC         | 1-2      | 1-1      |
| Tenerife                 | (v)5-5 | Olympiakos Pireus       | 2-1      | 3-4      |
| Celtic FC                | 1-2    | Sporting CP             | 1-0      | 0-2      |
| Deportivo La Coruna      | 2-1    | Aston Villa FC          | 1-1      | 1-0      |
| Eintracht Frankfurt      | 2-1    | FK Dněpr Dněpropetrovsk | 2-0      | 0-1      |
| FC Girondins de Bordeaux | 3-1    | Servette                | 2-1      | 1-0      |
| Kuusysi Lahti            | 2-7    | Brondby IF              | 1-4      | 1-3      |
| Inter Milán              | 4-3    | Apollon Limassol        | 1-0      | 3-3      |
| Kongsvinger              | 1-3    | Juventus FC             | 1-1      | 0-2      |
| NK Maribor               | 1-2    | Borussia Dortmund       | 0-0      | 1-2      |
| Austria Salzburg         | 2-0    | Royal Antwerp FC        | 1-0      | 1-0      |
| SS Lazio                 | 1-2    | Boavista FC             | 1-0      | 0-2      |
| Trabzonspor              | 1-1(v) | Cagliari                | 1-1      | 0-0      |
| Valencia                 | 3-8    | Karlsruher SC           | 3-1      | 0-7      |
| Mechelen                 | 6-1    | MTK Budapešť            | 5-0      | 1-1      |

## Třetí kolo
| Domácí v 1. zápase       | Celkem | Hosté v 1. zápase   | 1. zápas | 2. zápas    |
| ------------------------ | ------ | ------------------- | -------- | ----------- |
| Brondby IF               | 1-2    | Borussia Dortmund   | 1-1      | 0-1         |
| Eintracht Frankfurt      | 2-0    | Deportivo La Coruña | 1-0      | 1-0         |
| FC Girondins de Bordeaux | 1-3    | Karlsruher SC       | 1-0      | 0-3         |
| Juventus FC              | 4-2    | Tenerife            | 3-0      | 1-2         |
| Norwich City FC          | 0-2    | Inter Milán         | 0-1      | 0-1         |
| OFI Kréta                | 1-6    | Boavista FC         | 1-4      | 0-2         |
| Sporting CP              | 2-3    | Austria Salzburg    | 2-0      | 0-3(prodl.) |
| Mechelen                 | 1-5    | Cagliari            | 1-3      | 0-2         |

## Čtvrtfinále
| Domácí v 1. zápase | Celkem    | Hosté v 1. zápase   | 1. zápas | 2. zápas |
| ------------------ | --------- | ------------------- | -------- | -------- |
| Boavista FC        | 1-2       | Karlsruher SC       | 1-1      | 0-1      |
| Borussia Dortmund  | 3-4       | Inter Milán         | 1-3      | 2-1      |
| Cagliari           | 3-1       | Juventus FC         | 1-0      | 2-1      |
| Austria Salzburg   | (pen.)1-1 | Eintracht Frankfurt | 1-0      | 0-1      |

## Semifinále
| Domácí v 1. zápase | Celkem | Hosté v 1. zápase | 1. zápas | 2. zápas |
| ------------------ | ------ | ----------------- | -------- | -------- |
| Cagliari           | 3-5    | Inter Milán       | 3-2      | 0-3      |
| Austria Salzburg   | (v)1-1 | Karlsruher SC     | 0-0      | 1-1      |

## Finále
| 26. dubna 1994   |       |                  |                                                                                  |
| Austria Salzburg | 0 – 1 | Inter Milán      | Ernst Happel Stadium, Vídeň diváci: 47 500 rozhodčí: Kim Milton Nielsen (Dánsko) |
|                  |       | Nicola Berti 35' | Ernst Happel Stadium, Vídeň diváci: 47 500 rozhodčí: Kim Milton Nielsen (Dánsko) |

| 11. května 1994 |       |                  |                                                                                  |
| Inter Milán     | 1 – 0 | Austria Salzburg | Stadio Giuseppe Meazza, Milán diváci: 80 326 rozhodčí: James McCluskey (Skotsko) |
| Wim Jonk 62'    |       |                  | Stadio Giuseppe Meazza, Milán diváci: 80 326 rozhodčí: James McCluskey (Skotsko) |

Internazionale zvítězilo celkovým skóre 2:0.

## Vítěz
| Pohár UEFA 1993/94 Inter Milán Walter Zenga, Sergio Battistini, Giuseppe Bergomi , Antonio Paganin, Alessandro Bianchi, Angelo Orlando, Antonio Manicone, Wim Jonk, Nicola Berti, Dennis Bergkamp, Rubén Sosa, Beniamino Abate, Riccardo Ferri, Francesco Dell'Anno, Massimo Paganin, Massimo Marazzina Trenér: Giampiero Marini |